# Зайле, Уве
У́ве За́йле (нем. Uwe Saile) — немецкий кёрлингист.
В составе мужской сборной Германии участник чемпионата мира 1985 (заняли девятое место) и четырёх чемпионатов Европы (лучший результат — бронзовые призёры в 1989). Чемпион Германии среди мужчин. В составе юниорской мужской сборной Германии участник трёх чемпионатов мира (лучший результат — пятое место в 1981); трёхкратный чемпион Германии среди юниоров. В составе мужской сборной ветеранов Германии участник трёх чемпионатов мира (лучший результат — четвёртое место в 2017); пятикратный чемпион Германии среди ветеранов.
Играл в основном на позициях третьего и четвёртого, несколько сезонов был скипом команды.

## Достижения
- Чемпионат Европы по кёрлингу: бронза (1989).
- Чемпионат Германии по кёрлингу среди мужчин: золото (1985).
- Чемпионат Германии среди юниоров: золото (1981, 1982, 1983).[4]
- Чемпионат Германии среди ветеранов: золото (2008, 2011, 2016, 2017, 2019).[4]

## Команды
| Сезон   | Четвёртый        | Третий            | Второй           | Первый             | Запасной                                   | Турниры                             |
| ------- | ---------------- | ----------------- | ---------------- | ------------------ | ------------------------------------------ | ----------------------------------- |
| 1980—81 | Christoph Möckel | Уве Зайле         | Michael Neumaier | Harald Zinsmeister |                                            | ЧМЮ 1981 (5 место)                  |
| 1981—82 | Christoph Möckel | Уве Зайле         | Jürgen Kiesel    | Андреас Зайлер     |                                            | ЧМЮ 1982 (8 место)                  |
| 1982—83 | Christoph Möckel | Уве Зайле         | Jürgen Kiesel    | Андреас Зайлер     |                                            | ЧМЮ 1983 (8 место)                  |
| 1984—85 | Кит Вендорф      | Уве Зайле         | Свен Зайле       | Андреас Зайлер     |                                            | ЧЕ 1984 (4 место) ЧМ 1985 (9 место) |
| 1987—88 | Кит Вендорф      | Уве Зайле         | Свен Зайле       | Ханс Дитер Кизель  |                                            | ЧЕ 1987 (4 место)                   |
| 1988—89 | Кит Вендорф      | Уве Зайле         | Свен Зайле       | Gregor Kunzemüller |                                            | ЧЕ 1988 (7 место)                   |
| 1989—90 | Кит Вендорф      | Свен Зайле        | Christoph Möckel | Уве Зайле          |                                            | ЧЕ 1989                             |
| 2015—16 | Уве Зайле        | Юрген Бек         | Christoph Möckel | Jurgen Munch       | Matthias Steiner тренер: Alexander Forsyth | ЧМВ 2016 (9 место)                  |
| 2016—17 | Уве Зайле        | Ханс-Йоахим Бурба | Christoph Möckel | Jürgen Münch       | тренер: Alexander Forsyth                  | ЧМВ 2017 (4 место)                  |
| 2018—19 | Уве Зайле        | Ханс-Йоахим Бурба | Christoph Möckel | Rüdiger Kühlwein   | тренер: Alexander Forsyth                  | ЧМВ 2019 (9 место)                  |

(скипы выделены полужирным шрифтом)

## Частная жизнь
Начал заниматься кёрлингом в 1975.